# Acadie (roman)
Pour les articles homonymes, voir Acadie.
Acadie (titre original : Acadie) est un roman court de science-fiction de Dave Hutchinson paru en 2017 puis traduit en français et publié aux éditions Le Bélial' en 2019.

## Résumé
John Wayne Faraday, appelé Duke par tous ces collègues et amis, est un avocat qui a décidé d'arrêter de travailler pour son énorme entreprise lorsqu'il a découvert certaines de ses pratiques peu glorieuses. Peu après, il est recruté par un groupe de dissidents qui se sont mis en marge de la société à la suite de manipulations génétiques non autorisées exécutées par l'un des leurs. Dans ce groupe exilé dans un système solaire lointain et inconnu de tous, un système démocratique est mis en place avec élection d'un président pour trois années et demie, sachant que ne peuvent se présenter que les personnes ayant démontré une absence d'intérêt total pour ce poste. Plusieurs années après son recrutement, Duke est élu président. Et c'est durant sa mandature qu'arrive un évènement unique ne s'étant jamais produit auparavant : une sonde de recherche est arrivée à proximité et elle a été détruite sur les ordres donnés par une personne de son équipe. Il y a donc de fortes chances pour que cette perte mette la puce à l'oreille aux personnes l'ayant envoyée et qu'ainsi la localisation du groupe de dissidents soit découverte. Duke va devoir gérer cette situation de crise et il va se découvrir des talents cachés pour son poste, jusqu'à une découverte finale très inattendue !